# Richard Ayoade
Richard Ellef Ayoade (IPA: [aɪ.oʊˈɑːdiː]) (Londra, 23 maggio 1977) è un attore, regista e comico britannico.

## Biografia
Nasce a Londra il 23 maggio 1977 da padre nigeriano di etnia yoruba, Layide Ade Laditi Ayoade, e da madre norvegese, Dagny Amalie Baassuik. Si stabilisce con la famiglia ad Ipswich, nel Suffolk, poco tempo dopo la propria nascita dove, in seguito, consegue il diploma presso il St Joseph's College.  È noto soprattutto per aver interpretato il ruolo di Maurice Moss nella serie televisiva IT Crowd.

## Filmografia parziale

### Regista

#### Cinema
- Submarine (2011)
- Il sosia - The Double (The Double) (2013)

#### Televisione
- Garth Marenghi's Darkplace – serie TV, 6 episodi (2004)
- Man to Man with Dean Learner – serie TV, 6 episodi (2006)
- Community – serie TV, episodio Critical Film Studies (2011)

### Attore

#### Cinema
- Hello Friend, regia di Graham Linehan (2003)
- Tu chiamami Peter (The Life and Death of Peter Sellers), regia di Stephen Hopkins (2004)
- Festival, regia di Annie Griffin (2005)
- Bunny and the Bull, regia di Paul King (2009)
- Vicini del terzo tipo (The Watch), regia di Akiva Schaffer (2012)
- The Souvenir, regia di Joanna Hogg (2019)
- Il visionario mondo di Louis Wain (The Electrical Life of Louis Wain), regia di Will Sharpe (2021)
- The Souvenir: Part II, regia di Joanna Hogg (2021)
- La meravigliosa storia di Henry Sugar (The Wonderful Story of Henry Sugar), regia di Wes Anderson (2023) - cortometraggio
- Il derattizzatore (The Rat Catcher), regia di Wes Anderson (2023) - cortometraggio
- La meravigliosa storia di Henry Sugar e altre tre storie (The Wonderful Story of Henry Sugar and Three More), regia di Wes Anderson (2023)
- La trama fenicia (The Phoenician Scheme), regia di Wes Anderson (2025)

#### Televisione
- Armstrong and Miller – serie TV, 1 episodio (2003)
- The Mighty Boosh – serie TV, 5 episodi (2003-2007)
- Garth Marenghi's Darkplace – serie TV, 6 episodi (2004)
- Nathan Barley – serie TV, 6 episodi (2005)
- Man to Man with Dean Learner – serie TV, 6 episodi (2006)
- Time Trumpet – serie TV, 6 episodi (2006)
- Man to Man with Dean Learner – serie TV, 2 episodi (2006)
- IT Crowd (The IT Crowd) – serie TV, 25 episodi (2006–2013)
- Noel Fielding's Luxury Comedy – serie TV, 3 episodi (2012)
- Strange Hill High – serie TV, 2 episodi (2012-in corso)

#### Videoclip
- Standing Next to Me dei The Last Shadow Puppets (2008)
- My Mistakes Were Made for You dei The Last Shadow Puppets (2008)
- Fluorescent Adolescent degli Arctic Monkeys (2007)
- At the Apollo, album dal vivo e DVD degli Arctic Monkeys (2008)
- Crying Lightning degli Arctic Monkeys (2009)
- Cornerstone degli Arctic Monkeys (2009)

### Doppiatore
- Full English, serie animata (2012)
- Boxtrolls - Le scatole magiche (The Boxtrolls), regia di Graham Annable e Anthony Stacchi (2014)
- I primitivi (Early Man), regia di Nick Park (2018)
- Apple & Onion (Apple and Onion), serie animata (2018-in corso)
- The Mandalorian, serie animata (2019-in corso)
- The LEGO Movie 2 - Una nuova avventura (The Lego Movie 2: The Second Part), regia di Mike Mitchell (2019)
- Soul, regia di Pete Docter (2020)
- Disincanto (Disenchantment), serie animata (2021-2023, 10 episodi)
- Troppo cattivi (The Bad Boys), regia di Pierre Perifel (2022)

## Doppiatori italiani
Nelle versioni in italiano delle opere in cui ha recitato, Richard Ayoade è stato doppiato da:
- Daniele Giuliani in  Vicini al terzo tipo, La meravigliosa storia di Henry Sugar, Il derattizzatore
- Nanni Baldini in IT Crowd, La trama fenicia
- Luca Ciarciaglini in Paddington 2

Da doppiatore è sostituito da:
- Saverio Raimondo in Troppo cattivi, Troppo cattivi 2
- Davide Lepore in Boxtrolls - Le scatole magiche
- Roberto Gammino ne I primitivi
- Simone Veltroni in Apple & Onion[3]
- Mauro Gravina in The Mandalorian
- Oliviero Dinelli in Soul
- David Chevalier in Dream Productions

## Premi e candidature
Elenco dei premi vinti e delle candidature dell'attore e regista:
Premi BAFTA:
- 2012: Nomination miglior esordio britannico da regista, sceneggiatore o produttore per Submarine (2011)

British Independent Film Awards:
- 2011: Nomination al "Premio Douglas Hickox" per Submarine (2011)